# Lineare Kongruenz
Eine lineare Kongruenz bezeichnet in der Zahlentheorie eine diophantische Gleichung in Form der Kongruenz
{\displaystyle ax\equiv b\mod m}.
Sei
{\displaystyle \operatorname {ggT} (a,m)=d}
Diese Kongruenz hat genau dann Lösungen, wenn {\displaystyle d} ein Teiler von {\displaystyle b} ist:
{\displaystyle d|b}.
Sei {\displaystyle r} eine spezielle Lösung, dann besteht die Lösungsmenge aus {\displaystyle d} verschiedenen Kongruenzklassen.
Die Lösungen {\displaystyle x} besitzen dann die Darstellung
{\displaystyle x=r+t\cdot {\frac {m}{d}},\quad t\in \mathbb {Z} }.

## Beweis
Sei zunächst die lineare Kongruenz {\displaystyle ax\equiv b\mod m} lösbar und {\displaystyle r\in \mathbb {Z} } eine Lösung. Wegen {\displaystyle \operatorname {ggT} (a,m)=d} sind {\displaystyle a':={\frac {a}{d}}\in \mathbb {Z} } und {\displaystyle m':={\frac {m}{d}}\in \mathbb {Z} }. Die Bedingung {\displaystyle ar\equiv b\mod m} ist äquivalent zu {\displaystyle m|(ar-b)}. Wähle {\displaystyle z\in \mathbb {Z} } so, dass {\displaystyle zm=ar-b}. Äquivalente Umformung und Einsetzen liefern:
{\displaystyle b=ar-zm=da'r-zdm'=d(a'r-zm')}.
Hierbei ist {\displaystyle a'r-zm'\in \mathbb {Z} }. Also gilt {\displaystyle d|b} bzw. {\displaystyle \operatorname {ggT} (a,m)|b}.
Nun gelte {\displaystyle \operatorname {ggT} (a,m)=d|b}. Wähle nun {\displaystyle z\in \mathbb {Z} }, sodass gilt {\displaystyle b=zd}. Das Lemma von Bézout liefert die Existenz von {\displaystyle s,t\in \mathbb {Z} }, sodass {\displaystyle d=sa+tm}. Einsetzen in die vorherige Gleichung liefert: {\displaystyle b=z(sa+tm)=zsa+ztm}. Dies ist äquivalent zu {\displaystyle ztm=b-zsa} bzw. {\displaystyle -ztm=zsa-b}. Wegen {\displaystyle -zt\in \mathbb {Z} } gilt also {\displaystyle m|(zsa-b)}, was äquivalent ist zu {\displaystyle zsa\equiv b\mod m}. Damit ist durch {\displaystyle r:=zs} also eine Lösung der linearen Kongruenz {\displaystyle ax\equiv b\mod m} gegeben.
Zuletzt sei wieder {\displaystyle r\in \mathbb {Z} } eine spezielle Lösung der linearen Kongruenz. Für jedes {\displaystyle t\in \mathbb {Z} } ist {\displaystyle b\equiv ar\equiv ar+{\frac {a}{d}}\cdot tm=ar+at\cdot {\frac {m}{d}}=a(r+t\cdot {\frac {m}{d}})\mod m}. Hiermit sind Modulo {\displaystyle m} also {\displaystyle d} unterschiedliche Lösungen gefunden. Um sich davon zu überzeugen, dass dies alle Lösungen sind, kann man sich klarmachen, dass durch {\displaystyle ax\equiv b\mod m\Leftrightarrow m|ax-b\Leftrightarrow \exists z\in \mathbb {Z} :zm=ax-b\Leftrightarrow \exists z\in \mathbb {Z} :ax+(-z)m=b} eine Lineare diophantische Gleichung gegeben ist und in diesem Kontext alle Lösungen für {\displaystyle x} und {\displaystyle z} finden.

## Beispiel
Gesucht sind alle Lösungen der linearen Kongruenz
{\displaystyle 6x\equiv 3\mod 27}.
Eine spezielle Lösung findet man durch Ausprobieren und lautet
{\displaystyle x=14}.
Da {\displaystyle \operatorname {ggT} (6,27)=3}, gibt es drei verschiedene Lösungen modulo 27 und somit drei Äquivalenzklassen, nämlich
{\displaystyle \left[{14}\right]_{27},\left[{14-9}\right]_{27}=\left[5\right]_{27},\left[{14+9}\right]_{27}=\left[{23}\right]_{27}}
Alternativ kann man auch die Rechenregeln für Kongruenzen ausnutzen, um schneller eine Lösung zu finden:
{\displaystyle 6x\equiv 3\mod 27\Leftrightarrow 2x\equiv 1\mod 9\Leftrightarrow _{\operatorname {ggT} (9,2)=1}x\equiv 5\mod 9}
indem man die Gleichung zuerst mit 3 kürzt (hierbei verändert sich ebenfalls der Modul, da der {\displaystyle \operatorname {ggT} (27,3)=3\neq 1}) und dann mit dem Inversen von 2 multipliziert. Als Äquivalenzklasse der Lösungen erhält man dann
{\displaystyle \left[{5}\right]_{9}}